# Кизлярский залив
Кизлярский залив — залив на западе Каспийского моря у берегов Дагестана и Калмыкии. Вдаётся в материк на 20 км. Ширина у входа 40 км. Глубина до 4 м. Является одним из самых крупных заливов Каспийского моря и одним из важнейших мест остановки на миграционных путях птиц в Евразии.

## Физико-географическая характеристика

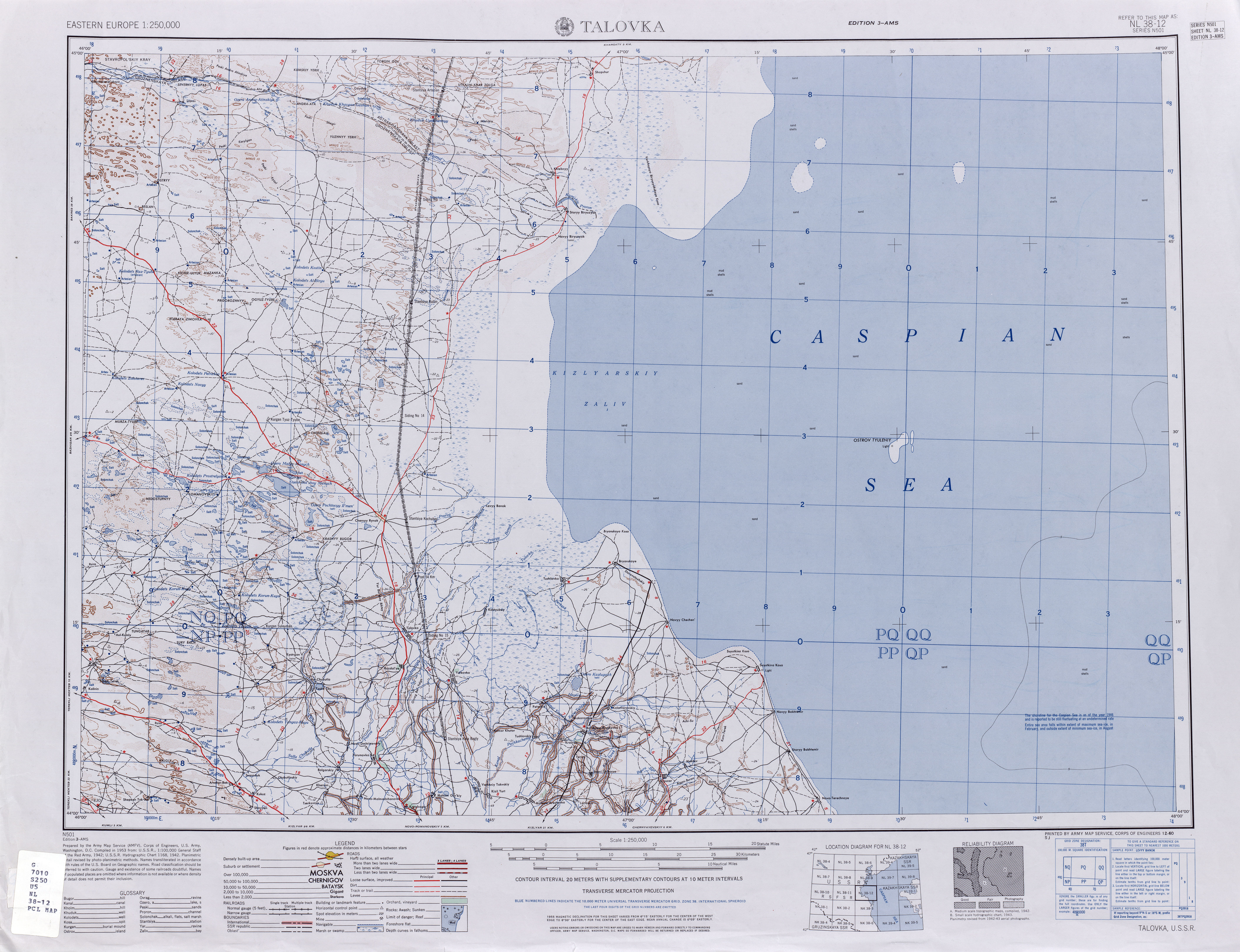
Залив на карте 1954 года

### Бассейн и острова
В залив впадают реки Кума, Прорва, Левый Банок, Таловка.
В акватории расположен остров Морской Бирючок. Берег низкий, местами болотистый.
В связи с большим притоком пресной воды из рек, вода залива сильно опреснена. Солёность её составляет 5-7 ‰, а солёность Каспия 12,8 ‰.

### Флора и фауна
Мелководья залива заросли клубнекамышом морским, рогозом узколистным, камышом озерным, тростником обыкновенным. Из редких растений произрастают меч-трава обыкновенная, водяной орех, пузырчатка обыкновенная и сальвиния плавающая.
В Кизлярском заливе встречаются окунь, щука, сазан, осётр, севрюга, белуга. красноперка, лещ, линь, вобла, сом. Из рептилий — обыкновенный уж, степная гадюка и средиземноморская черепаха. Гнездовья пеликанов, фламинго, водятся стрепет, султанская курица, дрофа.

### Охрана природы
В 1987 году был организован природный заповедник «Дагестанский» с двумя участками «Кизлярский залив» и «бархан Сарыкум». Акватория залива практически полностью вошла в состав участка «Кизлярский залив».
В декабре 2015 года на состоявшемся в Сочи совещании «Биосферные резерваты ЮНЕСКО в России: современное состояние и перспективы развития», организованном Министерством природных ресурсов и экологии РФ совместно с Кавказский государственный природный биосферный заповедник имени Х. Г. Шапошникова участники попросили российский комитет по программе ЮНЕСКО «Человек и биосфера» поддержать предложение о создании биосферного резервата «Кизлярский залив», включая остров Тюлений.
В 2017 году международный координационный совет Программы ЮНЕСКО «Человек и биосфера» присвоил заповеднику «Дагестанский» статус биосферного резервата.